# Geschiedenis van PSV (voetbal)
Hier wordt de geschiedenis van de voetbalvereniging PSV beschreven. De voetbaltak is opgericht op 31 augustus 1913 als onderdeel van de sportvereniging van Philips. Philips organiseerde in Eindhoven een tweedaags sportevenement ter ere van honderd jaar Onafhankelijkheid (1813-1913) waarna de Philips' Sportvereeniging werd opgericht. Enkele jaren daarvoor kende Philips al een voetbalelftal, het Philips Elftal.

## Oprichting

### 1910: Oprichting Philips Elftal

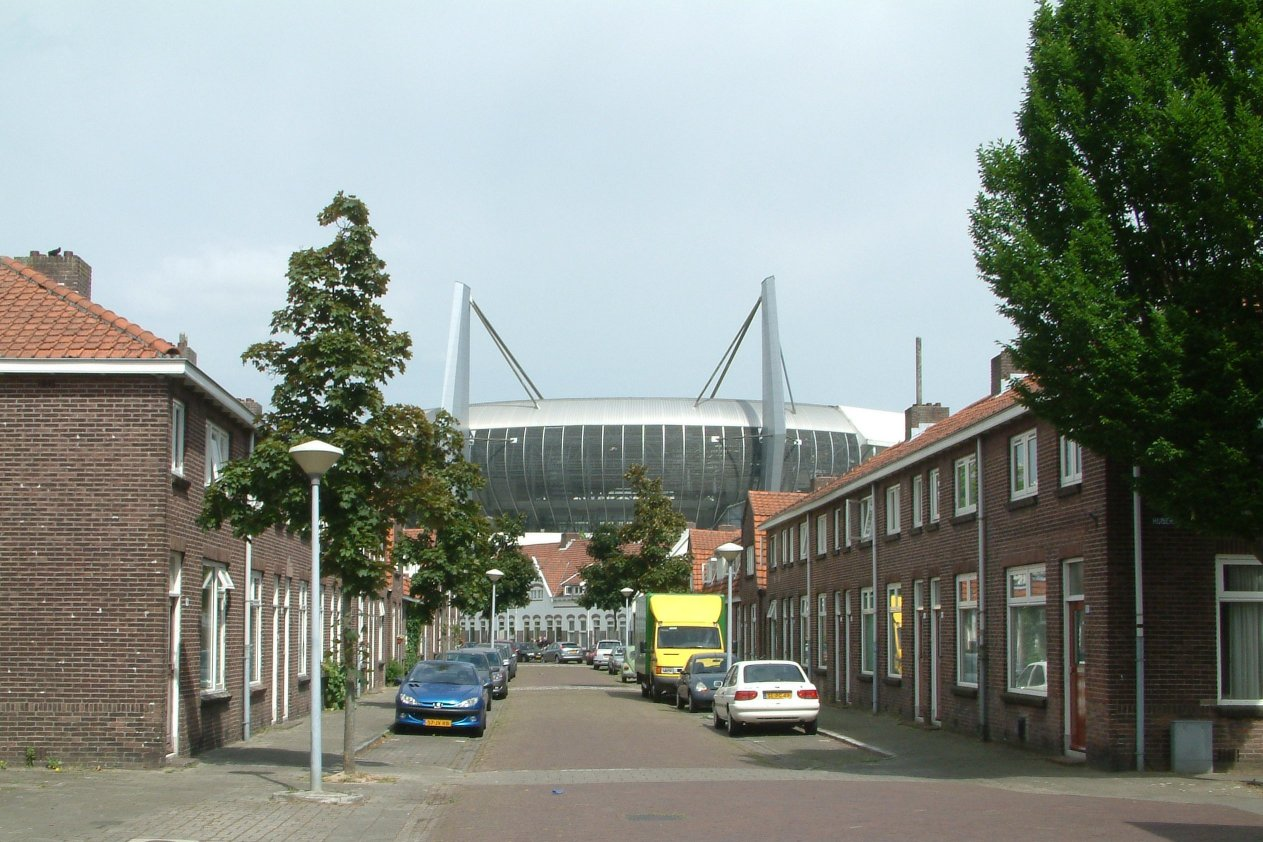
Het Philips Stadion staat nog op dezelfde plaats waar Frits Philips ruim een eeuw geleden de aftrap nam tijdens de eerste wedstrijd van PSV

Zaterdag 12 december 1910 wordt het Philips Elftal opgericht, deze voetbalclub is de voorloper van de voetbaltak van PSV. In de notulen van 20 januari 1911 zijn de namen van de oprichters te vinden, dit waren o.a. voorzitter Buitelaar, secretaris Formenoij, Willem Schouten en Hendrik Huisken. In diezelfde notulen was de samenstelling van de elftalcommissie te vinden: Lehman, Van Os en Wiecherink. Willem Schouten en Hendrik Huisken zouden later ook betrokken zijn bij de oprichting van Philips’ Sportvereeniging in 1913.
Zondag 15 januari 1911 speelde het Philips Elftal haar eerste wedstrijd, tegen Hollandia 2 uit Woensel. De aftrap van deze wedstrijd werd gedaan door de destijds vijfjarige Frits Philips. Het veld lag aan de Frederiklaan in Philipsdorp waar net de eerste huizen gebouwd waren door Philips. De locatie is dezelfde plaats waar nu het Philips Stadion staat. Na deze wedstrijd speelde het Philips Elftal in 1911 ook nog een serie wedstrijden tegen onder andere EVV Eindhoven. Nadat het tweede elftal met 1-0 en 4-3 werd verslagen, liet EVV de volgende vier wedstrijden het eerste opdraven. Al deze vier wedstrijden werden gewonnen door EVV. In het seizoen 1911-1912 was het Philips Elftal ingedeeld in de tweede klasse B van de Brabantse Voetbalbond. In het daaropvolgende seizoen speelde het elftal ook competitie, maar werden vele wedstrijden niet gespeeld vanwege geldgebrek. Het is niet zeker, maar de aanleiding zou een meningsverschil zijn tussen de leider van de elftalcommissie die, als bestuurslid van een vakbond, in aanvaring komt met Anton Philips.

### 1913: Oprichting Philips’ Sportvereeniging
Naar aanleiding van 100 jaar Onafhankelijkheidsfeesten werd een tweedaags sportevenement georganiseerd op 30 en 31 augustus 1913. Dit evenement stond open voor zowel mannen als vrouwen en jongens als meisjes en was aangeboden door Philips' Gloeilampenfabrieken aan het personeel. Na het tweedaags evenement werd op zondagavond 31 augustus 1913 PSV in een kapperszaak aan de Vrijstraat 13 te Eindhoven opgericht door Gerard Eric Bouwmeester, Jan-Willem Hofkes, Jan Ketel, Willem Schouten en Hendrik Huisken. Het was een sportvereniging waar verschillende sporten beoefend konden worden. De vereniging werd speciaal opgericht voor personeelsleden van Philips. De clubkleuren werden bepaald op rood en wit. Het verhaal gaat dat deze combinatie werd gekozen omdat de oprichters het omgevallen glas frambozenlimonade van geheelonthouder Jan Willem Hofkes mooi vond contrasteren op zijn witte schrijfblok. Ook Gerard en Anton Philips onderkennen het belang van sporten en steunen de vereniging volledig.
Het was direct duidelijk dat deze sportvereniging niet alleen een voetbalvereniging zou zijn, maar ook andere takken van sport zou herbergen. De onafhankelijkheidsfeesten waren voornamelijk gericht op atletiek en gymnastiek en zouden samen met het voetbal de belangrijkste plaats innemen in de Philips' Sportvereeniging. Vanaf het eerste moment schreven 140 leden zich in, voornamelijk voor atletiek, dat tevens het stokpaardje was van Jan-Willem Hofkes, die in de eerste jaren de voorzitter was. Met een onderbreking van één jaar was hij de eerste twaalf jaar de voorzitter van PSV, maar toen in 1925 de vereniging werd opgesplitst in verschillende sporttakken nam hij afscheid.
De vereniging is een geloofsneutrale vereniging: ze is gelokaliseerd in het katholieke zuiden en de oprichters zijn van verschillende geloven (protestant en Nederlands-hervormd). De vereniging staat tot 1928 alleen open voor medewerkers van Philips.

### Philips Elftal sluit zich aan bij PSV
Op een gecombineerde vergadering van het Philips Elftal met de Philips Sport Vereeniging op 22 oktober 1913 werd besloten dat het Philips Elftal zich aansluit bij de Philips Sport Vereeniging. De oprichtingsdatum van de Philips’ Sportvereeniging (31 augustus 1913) wordt gezien als de officiële oprichtingsdatum van PSV. Maar feitelijk is voetbalclub PSV bijna drie jaar ouder, aangezien het Philips Elftal al op 12 december 1910 is opgericht.
Nadat het Philips Elftal zich heeft aangesloten bij de Philips Sportvereeniging behoudt het gewoon zijn eigen clubnaam (Philips Elftal) en blijft het ook voetballen in de eigen wijnrode shirts met witte kraag op dezelfde locatie in Philipsdorp.
In 1916 veranderde de naam in Philips Sportvereeniging (Ph.S.V.) en op 14 juli 1922 werd PSV onder de huidige naam ingeschreven bij de NVB, Philips Sport Vereniging.

## PSV, de beginjaren
Voor de voetbaltak van PSV waren het moeilijke eerste jaren. Er was weinig materiaal en weinig geld, bovendien was de Eerste Wereldoorlog net begonnen en kwamen er in Groot-Eindhoven veel voetbalclubs bij. Ook de kerk was het nog niet eens met het (geloofsneutrale) sporten en vond alle sensatie en uitsloverij rondom de sporten niet in overeenstemming met het geloof. Het voetballen bleef beperkt tot vriendschappelijke wedstrijden, en werd meestal gespeeld op het sportterrein aan de Frederiklaan gelokaliseerd, dat toen nog in de gemeente Strijp lag. PSV (en Philips) wilden daar al snel een tribune bouwen en in 1915 krijgt het toestemming van de burgemeester van Strijp; in 1916 werd de eerste tribune geopend en was toen al het paradepaardje van de vereniging. Philips was al snel overtuigd van commerciële waarde van de sport, zowel als goede beoefening voor de medewerkers als de reclame en verdiensten voor de vereniging. In 1917 organiseerde PSV de wedstrijd tussen Noord en Zuid. De NVB durfde de wedstrijd niet te organiseren vanwege het financiële risico, maar PSV organiseerde de wedstrijd en maakte veel winst. De voedingsbodem voor commercie en voetbal was geboren.
In de kranten in die tijd kreeg PSV weinig aandacht, die vooral de kant van de blauwwitten van EVV kozen. De atletiektak van PSV kreeg wel aandacht in de media. In 1918 kan er ook jeugd lid worden, die dan nog geen competitie kan spelen, maar enkele jaren later wel wanneer de Brabantse voetbalbond een Eindhovens jeugdcompetitie heeft ingesteld.
De eerste wedstrijd in de competitie is de wedstrijd tussen Willem II 2 en PSV op 19 december 1915. PSV speelde toen in de noodcompetitie die was ingesteld door de Brabantse Voetbalbond vanwege de oorlog. In 1917 en 1918 speelde PSV in de 3e klasse, waaruit het in 1918 promoveerde naar de tweede klasse. PSV speelde van 1918 tot 1921 in de tweede klasse en promoveerde in 1921 naar de eerste klasse toen het kampioen was geworden van 2e klasse B. In die jaren kwamen ook al de eerste personeelsleden uit verschillende delen van Nederland, en verder. Uit Oostenrijk kwamen glasblazers en zo kwam in die jaren Oostenrijks international Fritz Weiss naar PSV, die tussen 1920 en 1926 bij PSV speelde.
PSV was in die tijd niet populair in Eindhoven, door de hoge prijzen die gevraagd werden voor de entree van de sportevenementen maar ook omdat enkel Philips-medewerkers lid mochten worden. In 1928 veranderde dat en werd de vereniging ook opengesteld voor niet-Philips-medewerkers. Bovendien ging PSV, na het vertrek van voorzitter Hofkens, zich meer toeleggen op topsport, al degradeerde PSV in 1925 uit de 1e klasse. PSV had toen inmiddels een aparte voetbalafdeling binnen de overkoepelende vereniging. In 1926, een jaar later, keerde PSV weer terug op het hoogste niveau. Sinds 1926 is PSV niet meer uit de hoogste klasse weggeweest. Het eerste kampioenschap van de Zuidelijke competitie werd door PSV behaald in 1929. Toen in de kampioenscompetitie Feijenoord, Go Ahead, Sparta en Velocitas werden verslagen was PSV tevens landskampioen, ook voor de eerste keer. De begroting van PSV bedroeg in die jaren ongeveer 20.000 gulden en in de annalen staat ook nog een administratieve fout: in het seizoen 1920-1921 had PSV zich ook ingeschreven voor het bekertoernooi, maar door de NVB was deelname geweigerd omdat het inschrijfgeld te laat was overgemaakt.

## Jaren 30 tot 50: PFS

### Acht keer districtskampioen
Na 1928 mochten er ook mensen van buiten het bedrijf sporten en groeide PSV uit tot een topclub. Behalve in 1929 werd PSV ook kampioen van de Zuidelijke Districtsklasse in 1931, 1932, 1933, 1935, 1937, 1938 en 1941, dat de acht kampioenschappen in 12 jaar complementeerde. Het landskampioenschap dat in 1929 werd behaald werd in 1935 geëvenaard. Samen met Feijenoord, Ajax en Go Ahead domineerde PSV in die jaren het voetbal in Nederland. Tussen 1927 en 1940 verdeelden de vier clubs alle landstitels. Van de trainers in die tijd wordt Herbert James “John” Leavey (van 1922 tot 1926 trainer van PSV) gezien als de grondlegger van de jeugdafdeling. Een andere Engelsman, John “Jack” Hall, behaalde tussen 1929 en 1935 vier afdelingskampioen, al werd de opstelling nog altijd bepaald door de Technische Commissie. Tussen 1938 en 1942 was Jan van den Broek trainer en gebruikte veel eigen jeugdspelers. Daarvoor had PSV voornamelijk Engelse trainers gehad, net als alle andere clubs.

### PFS
De grote man achter de successen van PSV is Ir. Frans Otten schoonzoon van Anton Philips. Ottens voorletters waren PFS, en hij nam vaak de telefoon op met die drie letters. Otten werd in 1928 voorzitter van de federatie en regelde zelfbestuur voor de verschillende takken van sport. Voorheen was voetbal een ondergeschoven kindje of in ieder geval de melkkoe van de vereniging, daar de afdracht van de voetbaltak een relatief groot aandeel had ten opzichte van andere takken. Voetbal kwam in hoger aanzien te staan binnen PSV en binnen Eindhoven. Otten wilde door kwaliteit zorgen voor een gezonde club. Hij zorgde voor nieuwbouw en uitbouw van tribunes, kleedlokalen en dergelijke. PSV had in die jaren concurrentie binnen Eindhoven van EVV en Brabantia uit Strijp, de katholieke club. In 1939 is Jonkheer Carel Mollerus voorzitter geworden van PSV-voetbal en poogde met de oorlogsjaren voor de boeg met PSV een echte verenigingscultuur op te zetten door middel van activiteiten buiten het voetballen om. PSV is nog altijd een amateurvereniging, maar laat spelers vaak via Philips naar Eindhoven komen. Directe betalingen worden niet gedaan, daar dit soort sponsoring door Philips NV niet was toegestaan. Later ten tijde van de Tweede Wereldoorlog bleef Otten investeren in de voetbaltak van PSV. Het stadion is dan nog steeds een de gecombineerd stadion met een sintelbaan, zowel geschikt voor voetbal als voor atletiek. Later werden een voetbaljeugdtoernooi, een zwembad, een tenniscentrum en een hockeystadion naar hem vernoemd. Tijdens de oorlogsjaren trok PSV steeds minder publiek en staat Philips onder druk van de Duitsers en gebruiken de bezetters het sportpark. Toch beleefde de federatie nog een hoogtepunt door in 1941-1942 het Nederlands Kampioenschap Atletiek te mogen organiseren. Na de oorlog werd Aad Voorwinde de voorzitter, die meer een mental coach was, een motivator na de zware oorlogsjaren.. Sam Wadsworth is in die jaren 8 jaar lang trainer van PSV, met een tussenfase van de oorlog toen hij terugkeerde naar Engeland.

## De introductie van het Betaald Voetbal
In de jaren 30 was betaald voetbal al gemeengoed in het buitenland, maar Nederland bleef achter. Het gedachtegoed van Pim Mulier bleef lang bestaan, maar de watersnoodramp kon het tij niet meer doen keren, wanneer de professionele voetballers uit het buitenland een benefietwedstrijd speelden. Net voor de officiële invoering van het betaalde voetbal werd de kampioenscompetitie al gedomineerd door Zuidelijke clubs, met name uit de steden met een sterke industrie, zoals die van het textiel uit Tilburg, de mijnen in Limburg en Philips in Eindhoven. Ook treedt Ben van Gelder in 1949, voormalig voetballer van PSV, toe tot PSV. Hij werd lid van de redactie, maar komt in conflict met Otten, waardoor van Gelder wordt ontslagen. Van Gelder werd enige tijd later wel een nieuwe functie als tweede secretaris bij PSV aangeboden door Otten.
In 1950 won PSV voor de eerste keer de KNVB beker en in 1951 de landstitel, de derde. PSV was in 1955, kort na invoering van het betaald voetbal, de eerste Nederlandse vereniging die deelnam aan het toernooi om de Europacup I, een voorloper van de huidige UEFA Champions League. In 1963 werd het eerste kampioenschap in het betaald voetbal veroverd. PSV had daarvoor al in 1929, 1935 en 1951 drie landstitels behaald.
Otten, “de sponsor”, stopte in 1961 en treedt af als bestuurder van Philips en de federatie. In 1961 nam Frits Philips de leiding over en openlijke steun van Philips voor PSV wordt minder, terwijl Van Gelder, dan inmiddels manager van PSV, PSV juist wel als de marketingmachine voor Philips zag. In 1963 werd PSV nog wel kampioen, maar daarna werden het weer moeilijke jaren zonder successen. Tevens bleef de gemeente Eindhoven PSV tegenwerken met vergunningen voor het bouwen van gebouwen en dergelijke. Een verandering die doorgevoerd werd is de bepaling van de opstelling die niet meer door de Technische Commissie werd bepaald, maar door de trainers.

## Jaren zeventig: Zilveren periode

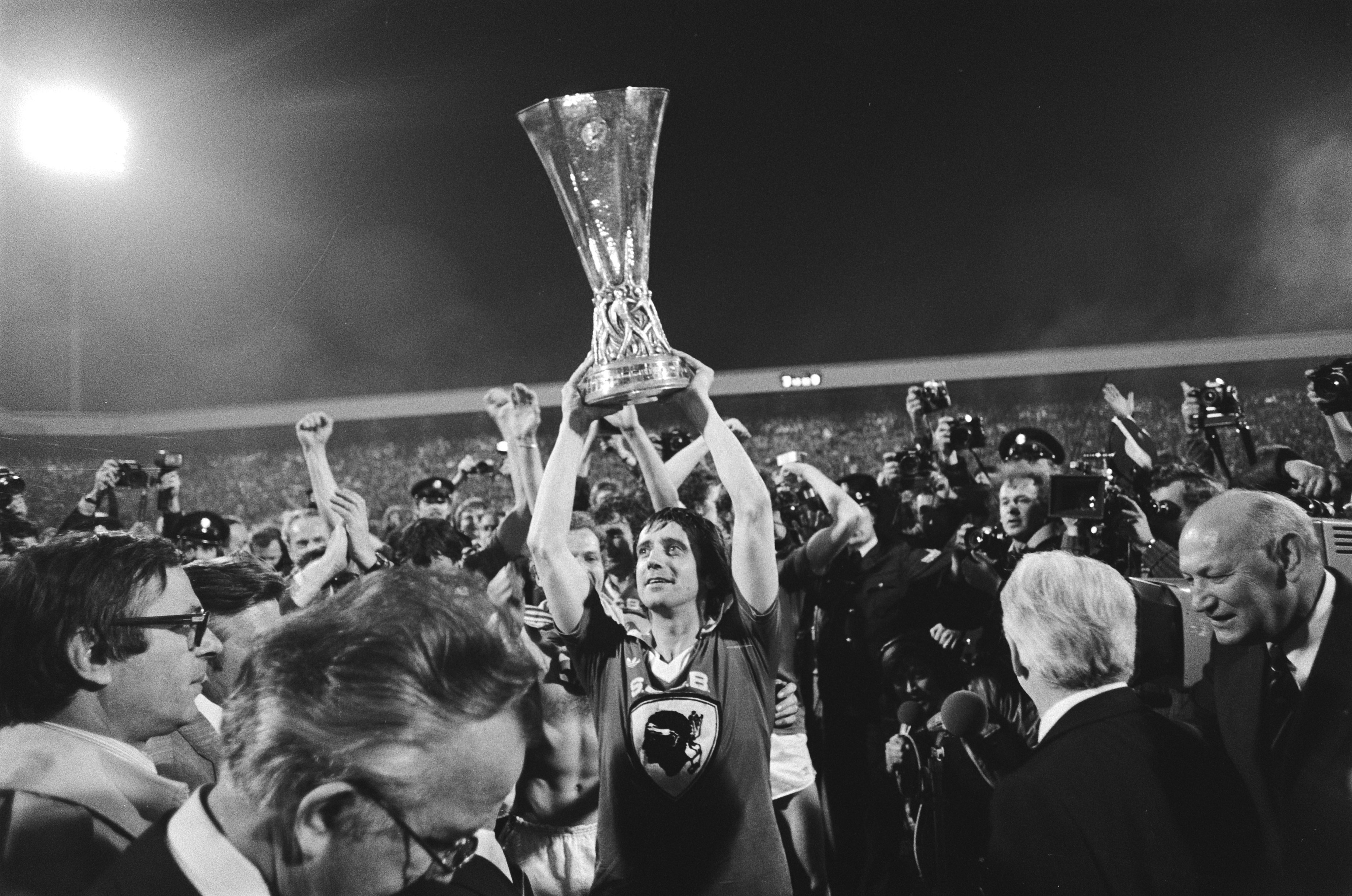
Willy van der Kuijlen viert de overwinning op Bastia na de UEFA Cup-finale in Eindhoven

In 1970 werd Aad Groeneveld de voorzitter van PSV. Van Gelder ging als manager door met de professionalisering en commercialisering en Kees Rijvers werd gehaald als nieuwe trainer. Onder hem groeiden jonge spelers uit tot internationals. De teamgeest was van groot belang voor Rijvers en zijn vrouw Annie betrok de spelersvrouwen bij de club. Midden jaren 70 was de eerste gouden periode voor de club, naar later bleek een zilveren periode met een gouden randje. Met voetballers als Willy van der Kuijlen en de gebroeders Willy en René van de Kerkhof won PSV diverse nationale prijzen. In 1975, 1976 en 1978 won PSV het landskampioenschap, de KNVB beker werd veroverd in 1974 en 1976 en in 1971, 1975 en 1976 werden de halve finales van verschillende Europese toernooien bereikt, met als hoogtepunt het winnen van de UEFA Cup in 1978. Over twee wedstrijden in de finale, bleek PSV te sterk voor het Franse Bastia. Na 0-0 in Frankrijk werd thuis overtuigend met 3-0 gewonnen. Als Rijvers en van Gelder vertrekken is het gedaan en kwam wederom een moeilijke tijd.

## Jaren tachtig: Gouden periode

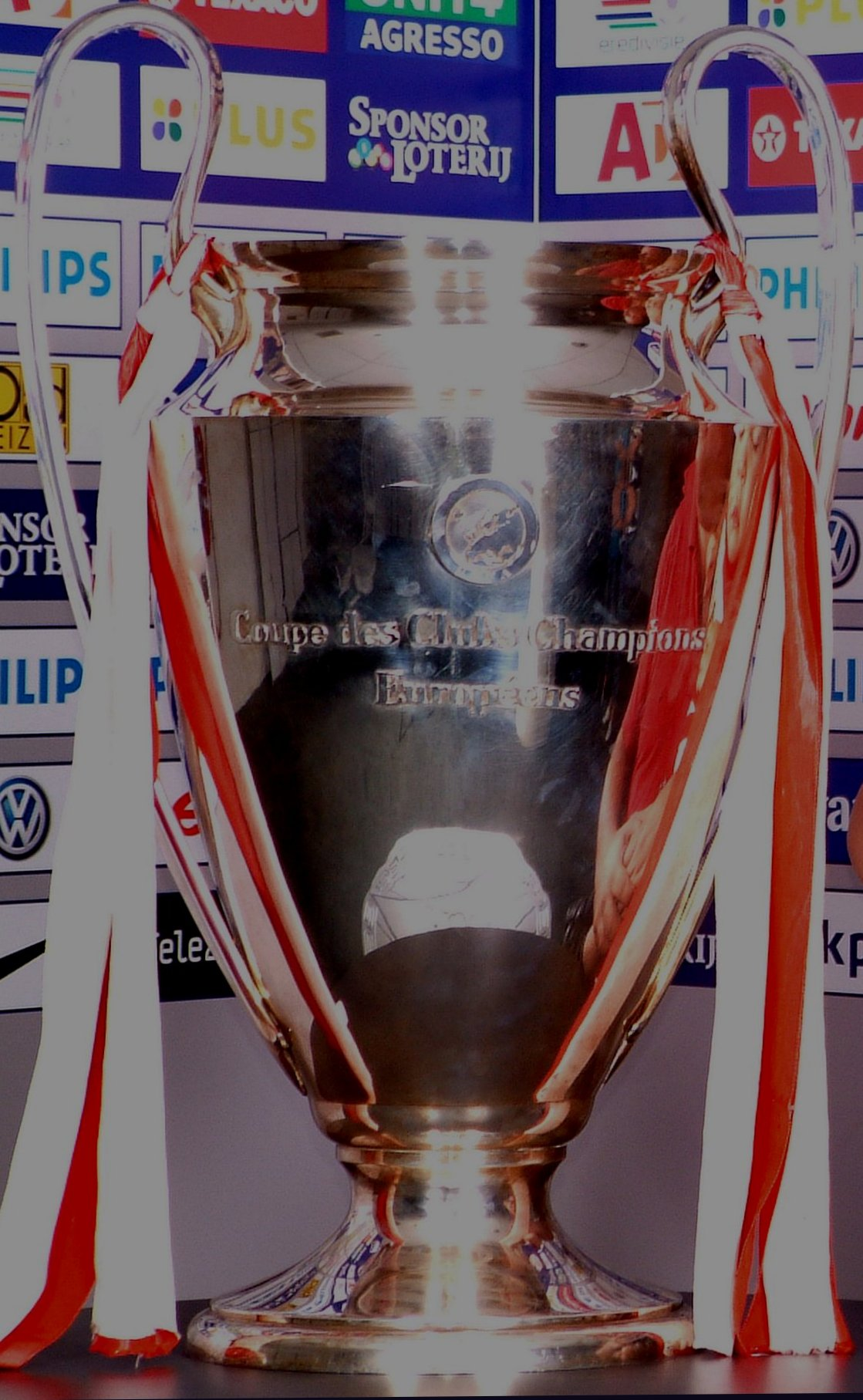
De EuropaCup I van 1988

Het begin van de jaren tachtig waren de successen minder, maar de investeringen door Philips kwamen weer op gang en shirtreclame werd ingevoerd. In 1983 werd Jacques Ruts voorzitter en samen met manager Kees Ploegsma wilde hij PSV naar de Europese top brengen. Investeringen moesten enkel nog in toppers gedaan worden. De tweede helft van de jaren 80 vormde de beste periode in de clubgeschiedenis. Tussen 1986 en 1992 werd de club zes keer nationaal kampioen. Het absolute hoogtepunt vond plaats in 1988: op 25 mei van dat jaar wint PSV onder coach Guus Hiddink de Europacup I door in de finale Benfica na strafschoppen te verslaan. Ook speelde PSV dat jaar in Tokio voor de Wereldbeker. Hierin was Club Nacional de Football uit Montevideo de iets sterkere tegenstander. Na een gelijke stand na 120 minuten verloor PSV vervolgens de strafschoppenserie met 7-6.
Daardoor ontbreekt bij PSV als enige van de "Grote Drie" deze prijs. Wel behaalde PSV in 1988 als tweede club in Nederland de "Triple" (Europa Cup, Landstitel en Beker). In 1972 lukte Ajax dat als eerste. Ajax kon er toen de Wereldbeker nog aan toevoegen. Belangrijke spelers in die periode waren doelman Hans van Breukelen, Ronald Koeman, de Deen Søren Lerby en de Belg Eric Gerets.

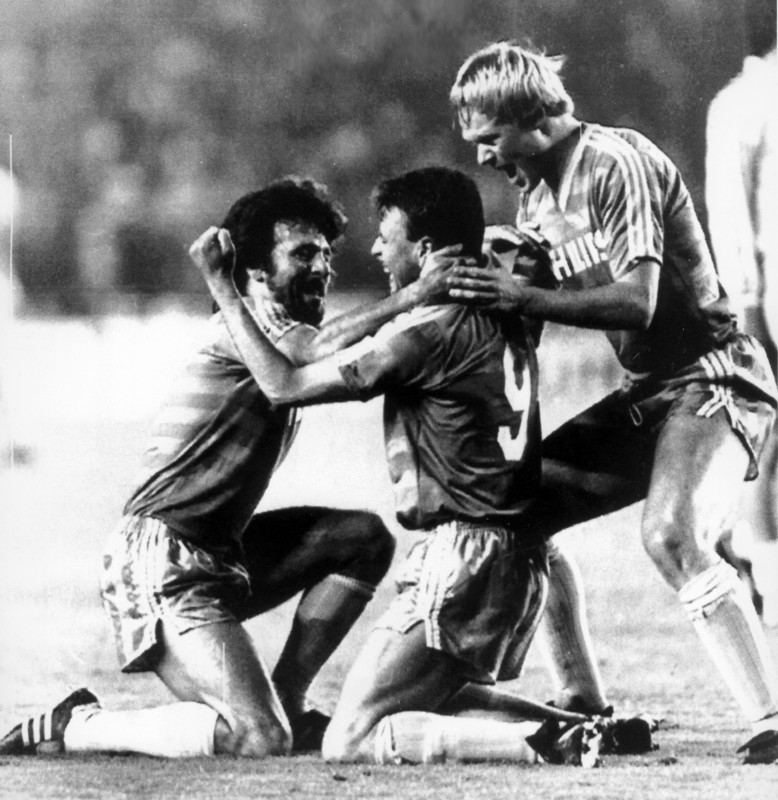
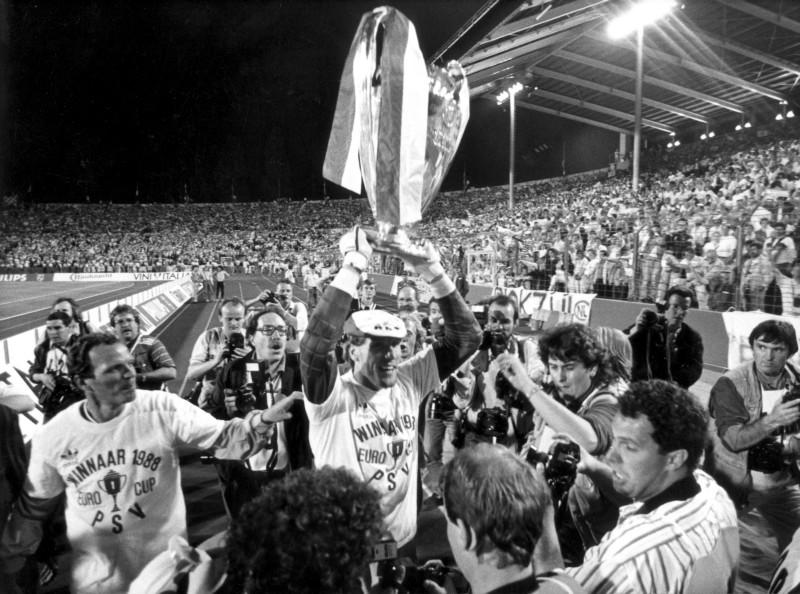
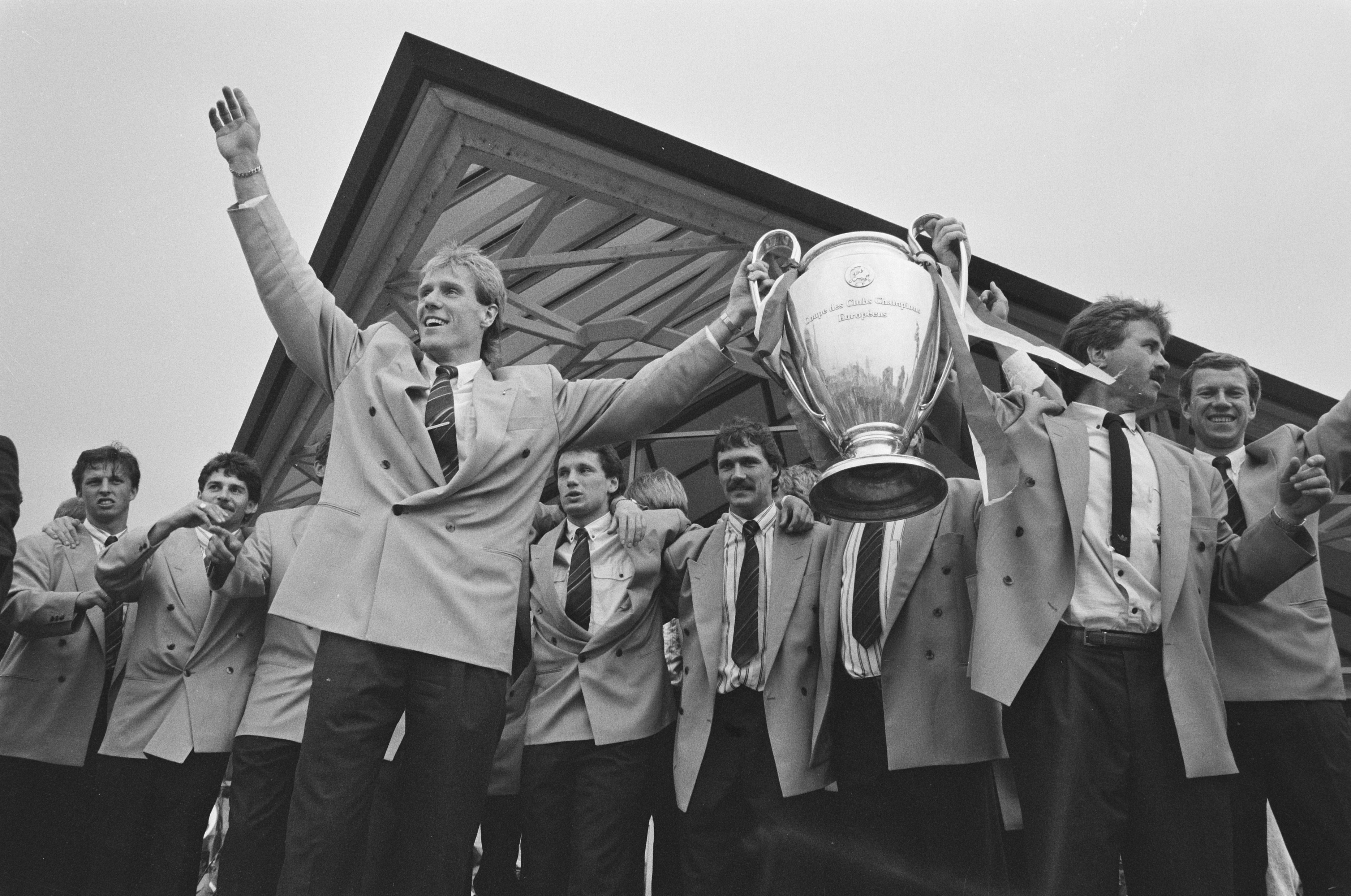
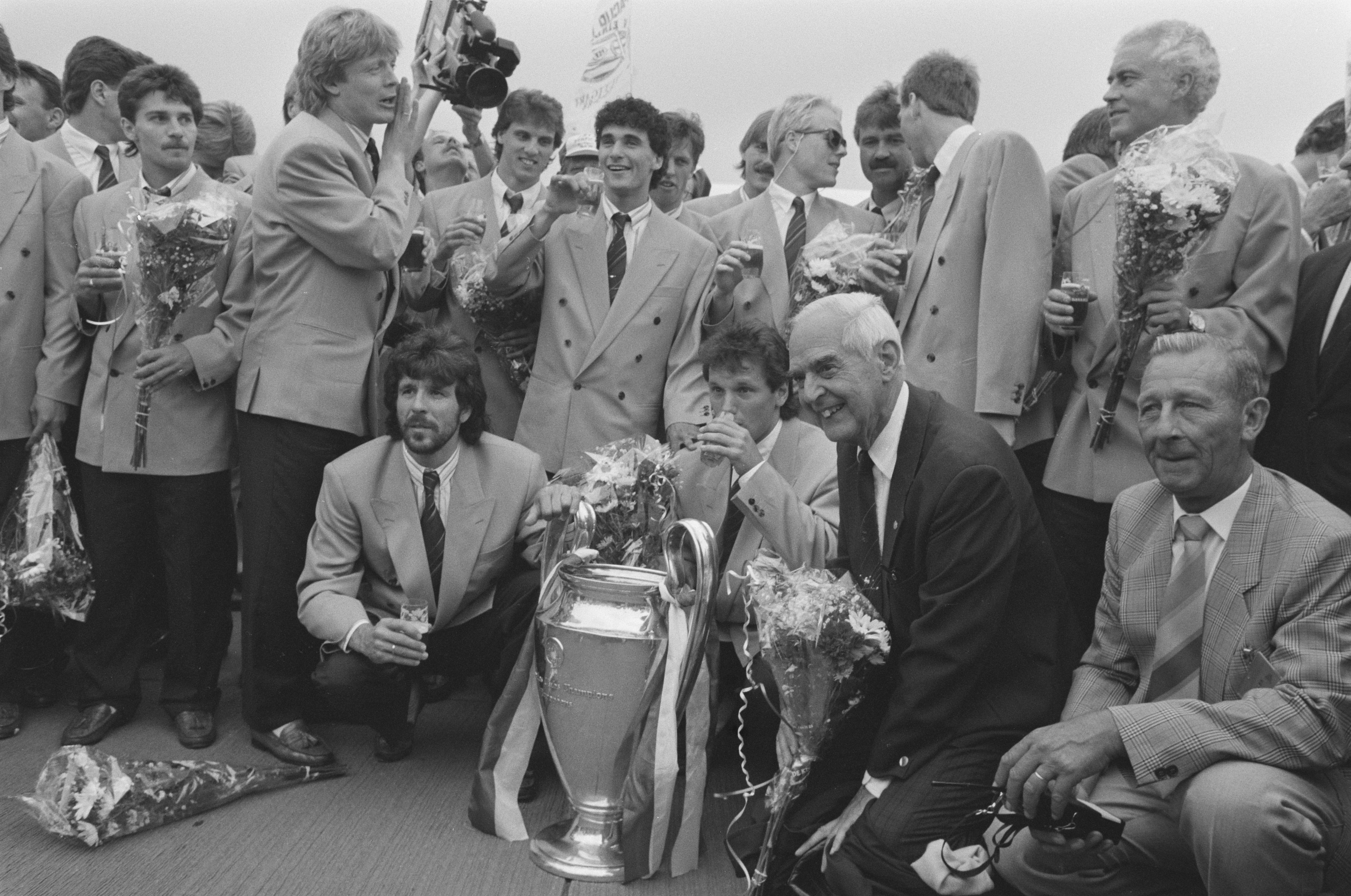

## Jaren negentig: Talent-ontwikkeling
De jaren negentig laten zich het beste omschrijven als de periode van ontwikkeling van grote talenten, die via PSV de stap maken naar de internationale top. Romario, Ronaldo, van Nistelrooij en Cocu zijn hier voorbeelden van. Bij de eerste editie van de Champions League in 1992 is PSV de eerste Nederlandse vertegenwoordiging. PSV behaalde vier landstitels en Harry van Raaij, al sinds de jaren tachtig bestuurslid, werd in 1996 voorzitter van PSV en vertaalde het clubgevoel, bestuurder en supporter in één persoon verenigd.

## Nieuwe millennium: Voetbalhoofdstad

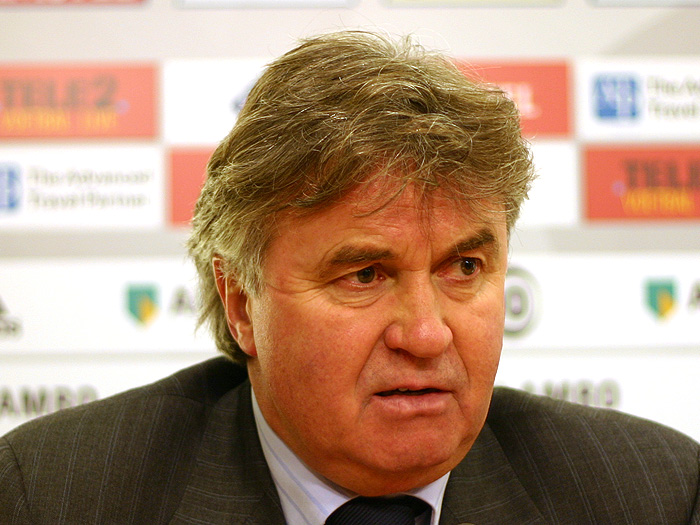
Guus Hiddink, de meest succesvolle coach uit het Nederlandse Betaald Voetbal

In het eerste decennium van het nieuwe millennium domineerde PSV het Nederlandse voetbal. PSV is elk jaar vertegenwoordigd in de Champions League, en wint van 2000 t/m 2008 zeven landskampioenschappen. De term voetbalhoofdstad werd zowel omarmd als zijnde de feite van dominantie van PSV in het Nederlandse voetbal, alsmede verafschuwd vanwege de arrogantie die het kon doen opwerpen. Behalve nationaal ging het ook Europees gezien erg goed en reikte PSV één keer tot de halve finale Champions League, één maal kwartfinale Champions League en vier keer tot kwartfinale UEFA-Cup. Ook trekken nog steeds spelers naar Europese topclubs zoals van Bommel, Park, Arjen Robben en Kezman en daarnaast werd de eigen jeugdopleiding opgewaardeerd en verdiende PSV in 2007 de titel ‘beste jeugdopleiding van Nederland’. Afellay, Aissati en Marcellis zijn voorbeelden van het nieuwe élan in Eindhoven. Verder kreeg PSV een multicultureel karakter met een Zuid-Amerikaanse invloed.
Ook op een andere manier trok PSV de aandacht, de administratieve blunders. PSV werd in het seizoen 2007/2008 uit het toernooi om de KNVB beker gezet omdat Manuel da Costa werd opgesteld in de gewonnen wedstrijd tegen Jong Heerenveen. Da Costa had echter nog een schorsing staan van een jaar daarvoor en was derhalve niet speelgerechtigd. Dit was niet de eerste keer dat PSV dat overkwam. In 2001 was PSV vergeten Ruud van Nistelrooij en Eric Addo in te schrijven voor het UEFA-Cup toernooi, in 2006 was men John de Jong vergeten in te schrijven voor de Champions League en in 2005 deed de geschorste Lindsay Wilson mee bij jong PSV in het KNVB bekertoernooi, waardoor jong PSV uit het bekertoernooi werd gehaald.
In 1999 kreeg PSV een andere structuur en werd van vereniging een Naamloze Vennootschap. De Raad van Commissarissen gaat de directie ondersteunen en controleren. Dit leidde tot controverses tussen Jan Timmer, president-commissaris, enerzijds en voorzitter Harry van Raaij en Guus Hiddink anderzijds. De controverse leidde tot het vertrek van Hiddink, die bij PSV afscheid nam als succesvolste trainer van Nederland met in totaal zes Nederlands landstitels en vier KNVB bekers. PSV heeft in totaal 24 maal die titel veroverd (1928-2018).

## 2010-2019: 100-jarig jubileum & na zeven jaar weer kampioen
Na een zeer succesvol decennium (2000-2009) kwam PSV in een wat moeilijkere periode. Na 2008 werd het zeven jaar achter elkaar geen kampioen en won het alleen de in 2012 de KNVB-Beker en de Johan Cruijff-Schaal.
In het seizoen 2013/14 bestond het 100 jaar. Het speelde op hun 100e verjaardag op 31 augustus 2013 een thuiswedstrijd tegen SC Cambuur, die het teleurstellend met 0-0 gelijkspeelde. Dat seizoen eindigde de club op een vierde plaats, onder kampioen Ajax, Feyenoord en FC Twente. Ze hadden ook een erg jong team.
In het seizoen 2014/15 haalde het ervaren spelers binnen, zoals Andres Guardado en Luuk de Jong. Ze werden dat seizoen met een clubrecord aantal punten landskampioen.
Het seizoen erop won het de Johan Cruijff Schaal en voor een tweede keer op rij de landstitel. Ze stonden na 33 speelrondes op een gedeeltelijke eerste plaats met Ajax, die een beter doelsaldo hadden. PSV won met 1-3 uit bij PEC Zwolle en zag Ajax gelijkspelen bij De Graafschap, waardoor PSV haar 23e landstitel binnensleepte. In dat seizoen behaalde de Eindhovenaren ook knap de achtste finales van de UEFA Champions League, waarin het tweemaal gelijkspeelde (2x 0-0) tegen Atletico Madrid en uiteindelijk na penalty’s verloor.
In het seizoen 2016/17 speelde het tien keer gelijk, waardoor het derde eindigde in de Eredivisie onder Feyenoord (kampioen) en nummer 2 Ajax.
Een seizoen later werd het voor een vierentwintigste keer landskampioen, door in speelronde 31 Ajax thuis met 3-0 te verslaan. Dat was tevens het laatste seizoen van Phillip Cocu als hoofdtrainer, die dus drie keer de landstitel pakte.
In de zomer van 2018 nam Mark van Bommel het roer over bij PSV. In zijn eerste seizoen streed het volop mee om de schaal, die het een speelronde voor het einde verloor van Ajax. Van Bommel werd in december 2019 ontslagen, na een slechte reeks in het seizoen 2019/20.

## 2020-heden: Jacht op 25ste landstitel
Ernest Faber werd aangesteld als interim-trainer voor de rest van het seizoen 2019/2020. Dat seizoen werd vroegtijdig afgebroken door de coronapandemie. PSV stond op het moment van afbreken op een vierde plaats in de Eredivisie. 
Vanaf het seizoen 2020/2021 werd de Duitse trainer Roger Schmidt aangesteld. Verder werd de selectie versterkt met onder andere Yvon Mvogo, Eran Zahavi, Philipp Max en Mario Götze. PSV eindigde tweede in de competitie achter Ajax.
Het seizoen 2021/22 werd goed gestart met het winnen van de Johan Cruijff Schaal 2021, door daarin Ajax met 0–4 te verslaan. Dat seizoen won het ook de KNVB-Beker en werden ze wederom tweede achter Ajax in de Eredivisie.
Vanaf het seizoen 2022/23 werd Ruud van Nistelrooy aangesteld als de nieuwe hoofdtrainer, als opvolger van Schmidt. Schmidt had besloten zijn aflopend contract niet te verlengen. Van Nistelrooy kreeg als assistent onder andere Fred Rutten naast zich. Op 30 juli 2022 won hij direct zijn eerste prijs door Ajax met 3–5 te verslaan om de Johan Cruijff Schaal. Ook de competitie werd er dat seizoen tweemaal van de Amsterdammers gewonnen met als kers op de taart, de gewonnen bekerfinale tegen hen. Op 30 april 2023 speelde Ajax en PSV net als het seizoen ervoor de finale van de KNVB-Beker in Rotterdam. PSV won na strafschoppen van Ajax en pakte zo haar elfde beker.
Op 24 mei 2023 stopte Van Nistelrooij met per directe ingang als hoofdtrainer. Voor het seizoen 2023/24 volgde Peter Bosz hem op als hoofdtrainer. In de zomer versterkte de club zich met spelers als Noa Lang, Malik Tillman, Jerdy Schouten, Ricardo Pepi en keerde Hirving Lozano na vier jaar terug in Eindhoven. Op 4 augustus 2023 won PSV voor het derde jaar op rij de Johan Cruijff Schaal door Feyenoord in De Kuip met 1–0 te verslaan door een doelpunt van Noa Lang. Ze evenaarden op 13 januari 2024 het Eredivisie-record van meeste overwinningen op rij vanaf de start van het seizoen (17, record ook door PSV in het seizoen 1987/88). Het record werd niet voorbij gegaan doordat ze op 21 januari gelijkspeelde tegen FC Utrecht.
Op 5 mei 2024 pakte de club de 25ste landstitel door in eigen stadion Sparta Rotterdam met 4–2 te verslaan. Het seizoen werd twee weken later afgesloten met het record dat in alle wedstrijden van het Eredivisie-seizoen gescoord werd, en met een clubrecord van 91 punten. Luuk de Jong werd topscorer van het seizoen met 29 doelpunten.
Met zo goed als hetzelfde team, waar basisspelers Jordan Teze en André Ramalho wél vertrokken, ging de ploeg van trainer Bosz het nieuwe seizoen 2024/25 weer door waar het gebleven was. Ze verloren wel na strafschoppen de strijd om de Johan Cruijff Schaal tegen Feyenoord. Kort voor de winterstop stond het ruim aan kop met negen punten voorsprong op Ajax. In de tweede seizoenshelft ging het een stuk moeizamer voor PSV. Ze werden in de halve finales van de KNVB-Beker in eigen huis uitgeschakeld door Go Ahead Eagles en verspeelde in de competitie belangrijke punten tegen AZ (2–2), PEC Zwolle (3–1), NEC (3–3), Willem II (1–1), FC Utrecht (2–2) en Go Ahead (3–2). Er werd voor het eerst in de Eredivisie in 2025 weer gewonnen tegen sc Heerenveen op 8 maart 2025. Door het thuisverlies tegen Ajax eind maart (0–2) stond PSV ditmaal zelf negen punten achter de koploper uit Amsterdam. Het prolongeren van de landstitel leek uitzicht, maar doordat Ajax in vier wedstrijden slechts twee punten pakte en PSV alle duels won, kregen ze de koppositie een speelronde voor het einde weer in handen. Op de laatste speeldag werd gewonnen van Sparta Rotterdam, waardoor PSV voor de 26ste keer in haar geschiedenis landskampioen van Nederland werd. Ook behaalde ze een nieuw clubrecord van meeste doelpunten in een seizoen: 146 (103 in eredivisie, 23 in Champions League en 20 in KNVB-Beker).
In aanloop naar het seizoen 2025/26, met wederom Bosz als trainer aan het roer, zag het ditmaal wel meerdere sleutelspelers vertrekken: Tillman (Bayer Leverkusen), Ledezma (Deportivo Guadalajara), Lang (Napoli) en Bakayoko (RB Leipzig) werden verkocht en Benítez (Crystal Palace), Malacia (terug van verhuur van Manchester United), Boscagli (Brighton) en clubicoon De Jong (FC Porto) verlieten transfervrij te club. Het seizoen werd goed begonnen met de winst van de vijftiende Johan Cruijff Schaal in haar geschiedenis te winnen na een 2–1-overwinning op bekerwinnaar Go Ahead Eagles.

## Erelijst
Kampioen Tweede Klasse (2x)
1921, 1926
Zuidelijk Kampioen/Afdelingskampioen (12x)
1929, 1931, 1932, 1933, 1935, 1937, 1938, 1941, 1948, 1951, 1954, 1955
Nederlands landskampioenschap (26x)
1929, 1935, 1951, 1963, 1975, 1976, 1978, 1986, 1987, 1988,
1989, 1991, 1992, 1997, 2000, 2001, 2003, 2005, 2006, 2007,
2008, 2015, 2016, 2018, 2024, 2025
KNVB beker (11x)
1950, 1974, 1976, 1988, 1989, 1990, 1996, 2005, 2012, 2022,  2023
Johan Cruijff Schaal (15x)
1992, 1996, 1997, 1998, 2000, 2001, 2003, 2008, 2012, 2015, 2016, 2021, 2022, 2023, 2025
Europacup I (huidige Champions League) (1x)
1988
UEFA Cup (huidige Europa League) (1x)
1978

## Ereleden en Leden van verdienste
PSV kent twee eretitels, die van Erelid en Lid van Verdienste. Hieronder volgt een overzicht van alle ereleden en leden van verdienste van PSV.

### Ereleden

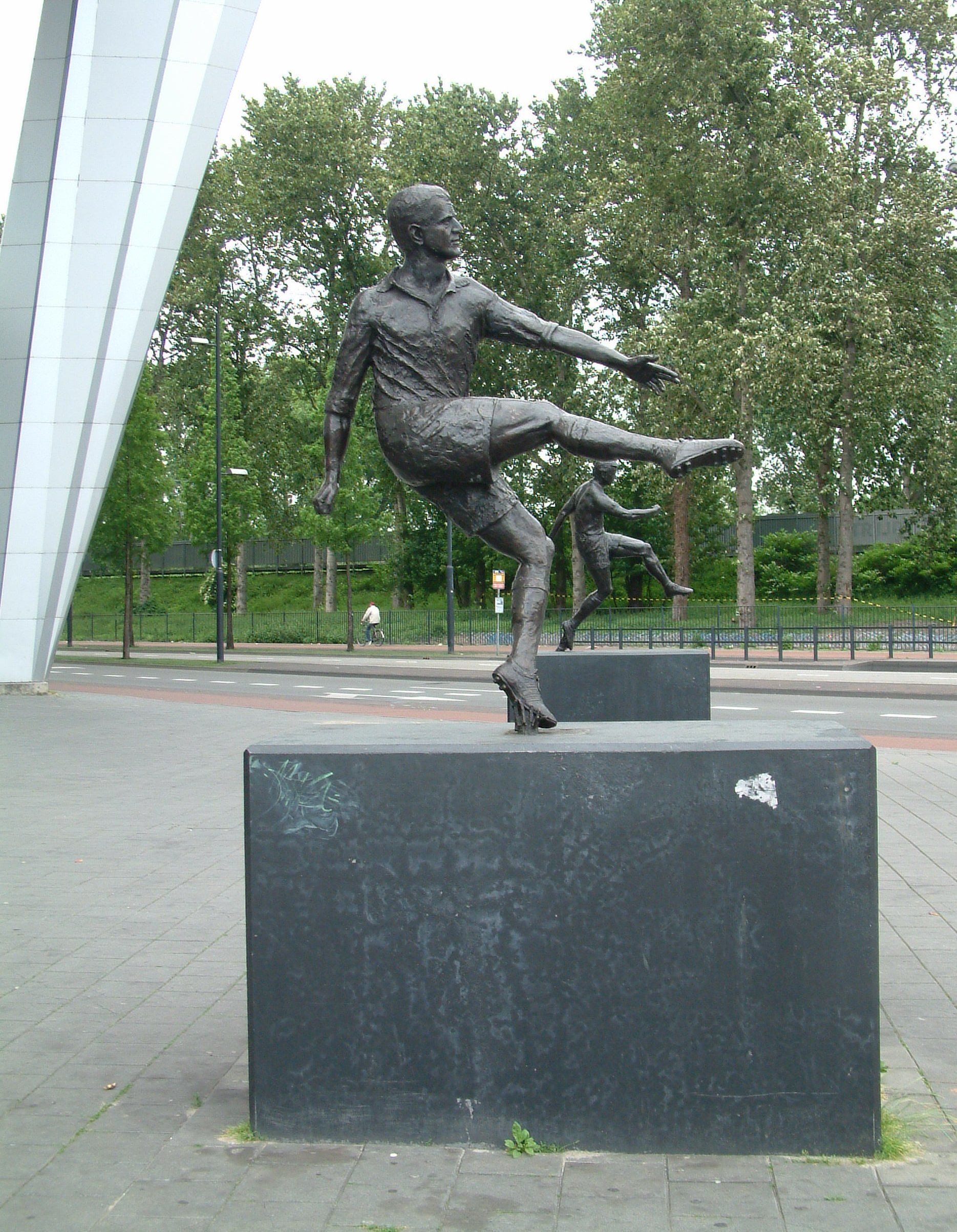
Leden van verdienste, Coen Dillen en Willy van der Kuijlen, staan vereeuwigd in brons bij de ingang van het Philips Stadion

Van de voetbaltak (tussen haakjes het jaar waarin het erelidmaatschap werd verkregen, indien bekend):
- J.W. Hofkes (1921)
- H. Ligthart (1921)
- P.N.L. Staal (1938)
- Dr. A. van Anrooij (1939)
- A.J.C. Spoorenberg (1949)
- H. Kamerbeek (1950)
- A. Voorwinde (1951)
- Jhr. Ir. C.M. Mollerus
- Ir. P.F.S. Otten
- A. van Strien

- Dr. ir. F.J. Philips (1965)
- C. van de Emde (1970)
- Jhr. H.A.C. van Riemsdijk (1973)
- ir. M. Jansen Gration (1974)
- B.H.R. van Gelder (1980)
- G. Vriens (1980)
- Drs. A.P. Groeneveld (1983)
- Dr. W. Dekker (1986)
- P. Brouwers (1987)
- Dr. C.H.M. van de Brekel (1988)

- H.J.M. van Raaij (1990)
- J.H. Ruts
- A.C. Ploegsma
- J.D. Timmer
- W.G. Maeyer

### Leden van verdienste
Van de voetbaltak:
- G. dél Azzouzi
- P. Bakers
- J. Berende
- M. Biemans
- W. Bol
- L. Boumans
- J. van den Broek
- H. Broos
- A. Brusselers
- W. Brusselers
- J. van Dal
- G. Derks
- C. Dillen
- H. Dorjee
- A. van Dorst
- L. Dost
- P. van Eerd
- H. van Elderen
- J. van de Emde
- E. Faber
- D. Flierman

- P. Fransen
- W. Franssen
- E. Gerets
- Th. Hermens
- C. d'Hooghe
- F. Hunting
- J. Hunting
- L. Hunting
- J. Kantelberg
- H. van Kemenade
- S. Kempenaar
- W. van de Kerkhof
- H. Kerstens
- J. Knoops
- J. Koster
- W. van der Kuijlen
- J. Licht Sr.
- D. van de Linden
- E. van de Meer
- C. van de Molengraft

- C. van Merode
- M. Nieuwdorp
- J. van Pareren
- J. Pax
- P. Peters
- P. van de Poel
- D. Rozema
- J. van Run
- B. Scholtens
- A. Schreuders
- H. Schroots
- M. Slits
- B. Sodderland
- P. Spaninks
- W. Spierings
- P. Sprengers
- L. Steiger
- D. Sterk
- D. Sterk Sr.
- G. Sterk

- J. Sterk
- A. van Tuijl
- W. Verkerk
- J.N. Vermeulen
- P. Verplanke
- C. de Visser
- A. Wagenaar
- P. Westelaken
- C. van de Wiel Sr.
- H. van de Wildenberg
- A. Wouters
- F. van Zeijl
- M. van Zutphen